# Mõisaküla (Hanila)
Mõisaküla – wieś w Estonii, w prowincji Lääne, w gminie Hanila.